# Przegrupowanie Nebera
Przegrupowanie Nebera – reakcja chemiczna, w której oksymy przekształcają się w    α-aminoketony pod wpływem działania chlorku tosylu.
Mechanizm jest następujący:
Oksym jest najpierw konwertowany do tosylanu. Po dodaniu do układy zasady tworzy się karboanion, który wypiera grupę tosylową w reakcji podstawienia nukleofilowego z utworzeniem przejściowej iminy, która w kontakcie z wodą ulega hydrolizie do aminoketonu.